# SIMAR
Société Industrielle de Machines Agricoles Rotatives, SIMAR,  var en mekanisk verkstad i Chemin de Lancy (Genève, Schweiz), som bland annat tillverkade jordfräsar.
Verkstaden startades 1922 som en avknoppning från en vapenfabrik som redan tidigare startat viss tillverkning av jordfräsar 1918.
Under åren lämnade cirka 50 000 jordfräsar av skilda slag fabriken. I första hand var det traditionella tvåhjuliga varianter med fräsen monterad bakom drivhjulen, men även större maskiner som i stort sett såg ut som en traditionell jordbrukstraktor med en jordfräs fast monterad bakpå (således definitionsmässigt ett så kallat motorredskap enligt svensk fordonslagstiftning). Mot slutet försökte man sig även på att parallellt tillverka jordbrukstraktorer (gjorde fräsaggregatet löstagbart med standard redskapsinfästning), men 1978 upphörde tillverkningen av egenkonstruerade produkter och man övergick helt till legotillverkning.